# Hackenberg (Vienne)
Pour l’article homonyme, voir Hackenberg.
Le Hackenberg est une colline s'élevant à 306 mètres d'altitude dans le district de Sievering de l'arrondissement viennois de Döbling, en Autriche.
Le Hackenberg est recouvert de sable et de gravier marins. L'Arbesbach coule autour de la montagne au nord-est et du Krottenbach au sud-ouest. Le Hackenberg a été mentionné pour la première fois en 1305 dans un acte pour le duc Rodolphe sous le nom d'Hakkenperge. Au Moyen Âge, sur le versant sud-ouest du Hackenberg, le village de Chlaintzing était situé au milieu des vignes, mais il est aujourd'hui désert. Le Hackenberg est désormais principalement couvert par des jardins familiaux, mais certains vignobles ont également été préservés. Au-dessous du sommet, en direction de Krottenbachstrasse, se trouve le réservoir d'approvisionnement en eau de Vienne de Hackenberg. Le cimetière de Sievering est situé sur le versant sud-ouest depuis 1883.